# Black Sabbath
Black Sabbath est un groupe britannique de rock orienté hard rock, originaire de Birmingham, en Angleterre. Il est souvent considéré aujourd'hui, autant par la presse spécialisée que par le public contemporains, comme l'un des groupes fondateurs et précurseurs du heavy metal, voire comme le premier groupe de ce genre de musique.
La formation originelle de Black Sabbath est composée de Anthony « Tony » Iommi à la guitare, John Michael « Ozzy » Osbourne au chant, Terence « Geezer » Butler à la basse et William « Bill » Ward à la batterie. Cependant, le groupe connaît plusieurs remaniements, avec près de vingt membres, parmi lesquels on peut citer Ronnie James Dio, Tony Martin, Ian Gillan, Cozy Powell et Glenn Hughes. Tony Iommi est le seul membre à être présent depuis l'origine sans interruption. Inventeur du riff lourd et lugubre, parfaitement en phase avec son style « sombre », le groupe doit beaucoup au jeu de guitare développé par Tony Iommi, dont deux doigts ont été sectionnés lors d'un accident dans son précédent emploi d'ouvrier métallurgiste.
Black Sabbath reste une influence dominante dans la scène heavy metal, et ses dix premiers albums sont considérés comme des classiques du genre ; en particulier, Paranoid et Heaven and Hell, plusieurs fois disques de platine. De plus, MTV situe Black Sabbath à la première place dans son classement des plus grands groupes de metal. En 2017, le groupe totalise 75 millions de vente d'albums dans le monde.
Le groupe se sépare en 2017, après une ultime tournée. À l'été 2022, il se reforme éphémèrement pour une apparition lors de la clôture des Jeux du Commonwealth de Birmingham. En juillet 2025, il se reforme une dernière fois dans le cadre du concert d'adieux d'Ozzy Osbourne, qui meurt deux semaines plus tard.

## Histoire

### Origines (1968–1969)
Les quatre fondateurs de Black Sabbath sont originaires d'Aston (en), un quartier défavorisé de Birmingham. Ils font leurs premières armes dans divers petits groupes : le guitariste Tony Iommi et le batteur Bill Ward jouent ensemble dans une formation de blues rock baptisée Mythology, tandis que de son côté, le bassiste Terence Butler recrute le chanteur John Michael « Ozzy » Osbourne pour son propre groupe de blues rock, Rare Breed. Mythology se sépare en juillet 1968, mais Iommi et Ward ne tardent pas à monter un nouveau groupe. Ils font appel à Butler, et Ozzy est engagé avec lui. La formation, baptisée The Polka Tulk Blues Company, compte également un saxophoniste et un deuxième guitariste, mais leur présence est rapidement jugée superflue et ils sont renvoyés après deux concerts. Réduit à un quatuor, le Polka Tulk Blues Company se rebaptise Earth.
Tony Iommi est considérablement influencé par les riffs de guitaristes, comme Hank Marvin du groupe The Shadows, et par des guitaristes de jazz, en particulier Django Reinhardt. Iommi délaisse Earth pendant une courte période pour tenter sa chance avec Jethro Tull. Il revient finalement en janvier 1969. « Cela ne me convenait pas, donc je suis parti », déclare-t-il. « Au début je trouvais que Jethro Tull était génial, mais je n'étais pas favorable à avoir un leader dans le groupe, ce qui n'était pas le point de vue de Ian Anderson. Quand je suis parti de Tull, je suis revenu avec Earth avec une attitude complètement différente. Cependant, les autres m'ont demandé de mériter ma réintégration. » On a pu l'apercevoir à la guitare coiffé d'un chapeau dans le film de Michael Lindsay-Hogg et Mick Jagger, Rolling Stones Rock n' Roll Circus tourné le 11 décembre 1968 pour la BBC. Mais contrairement aux autres groupes et artistes présents lors de l'événement, pour quelque obscure raison, Tull furent les seuls à jouer en playback alors que tous les autres jouèrent live. Ce qui veut donc dire que, malgré sa présence ce soir-là, ce n'est pas la guitare de Tony Iommi que l'on entend mais bien celle de Mick Abrahams.
Le groupe exprime également un penchant pour le jazz, particulièrement pour des batteurs comme Buddy Rich et Gene Krupa. Geezer cite Jack Bruce, de Cream, comme premier bassiste britannique blues parmi ceux qui ont eu une influence importante pour lui : « Il était le premier instrumentiste à plier les cordes et à jouer de la basse comme un instrument totalement indépendant ». La période pré-Sabbath est donc marquée par des sets mêlant blues, jazz et rock, ainsi que des reprises de titres de Jimi Hendrix et de Cream.

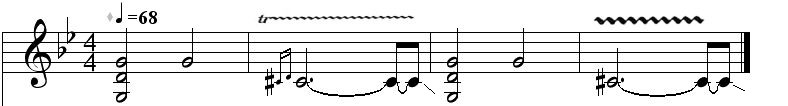
Exemple typique d'une progression harmonique avec le triton (sol-do#) : le riff principal de la chanson Black Sabbath par Black Sabbath.

Earth prend une direction musicale plus sombre quand Geezer commence la lecture d'œuvres de Dennis Wheatley, traitant de magie noire. En effet, il raconte au groupe la vision qu'il eut, un jour, d'une silhouette noire, encapuchonnée, au pied de son lit. S'inspirant de cette histoire, le groupe écrit une chanson intitulée Black Sabbath, dont le titre est tiré du film franco-italien Les Trois Visages de la peur (1963) réalisé par Mario Bava (Black Sabbath étant son titre aux États-Unis). Constatant le nombre de personnes attendant au-dehors des cinémas, Ozzy Osbourne déclare « Il était étrange de voir tellement de gens dépenser autant d'argent pour voir des films d'horreur. Ceci nous donna l'idée de jouer de la musique plus sombre, plus effrayante ». Le groupe commence alors à écrire des chansons sombres et sinistres afin d'apporter une réponse musicale aux films d'horreur, ainsi qu'une sorte de rébellion contre la musique « heureuse » répandue dans les années soixante. Début 1969, le groupe remarque qu'il est confondu avec une autre formation appelée Earth,. Ils adoptent alors le titre de leur chanson comme nom de groupe.

### Années Ozzy (1969–1979)
S'appuyant sur la nouveauté de leur son « lourd » et les pitreries d'Ozzy Osbourne, le groupe rencontre le succès dès son premier album, Black Sabbath, sorti le vendredi 13 février 1970, chez Vertigo, au Royaume-Uni[source insuffisante] et le 1er juin 1970, chez Warner Bros Records, aux États-Unis et au Canada. Cet album est nommé disque d'or aux États-Unis, le 1er juin 1971[source insuffisante]. L'album Paranoid suit la même année, augmentant encore leur popularité en Amérique du Nord et au Royaume-Uni. La chanson War Pigs est écrite en protestation contre la guerre du Viêt Nam et devait, à l'origine, donner son nom au disque. Le groupe enregistre la chanson Paranoid, en dernière minute, simplement pour ajouter du temps à l'album. Pour cause de refus de War Pigs par la maison de disques, la chanson Paranoid devient finalement le titre de l'album et est leur premier titre à bénéficier d'un temps de passage important sur les radios. Ce refus explique par ailleurs le décalage entre le titre (Paranoid) et la pochette de l'album (un guerrier surgissant de nulle part avec un sabre).
Black Sabbath sort un nouvel album, en 1971, Master of Reality. C'est son premier album à comporter une quantité significative de matériel acoustique (le morceau Solitude inclut un solo de flûte de Iommi). C'est une parenthèse souvent négligée par rapport au style général de Black Sabbath, car le groupe n'est généralement connu que pour ses riffs simples, lourds, sombres. Ils ajoutent des éléments encore plus variés, à l'occasion de la sortie de Black Sabbath, vol. 4, en 1972. Celui-ci comporte la ballade Changes (composée seulement de voix, basse, piano et mellotron) et les hymnes heavy comme Supernaut et Snowblind. Sur la pièce Tomorrow's Dream le groupe utilise la double batterie.
Une autre innovation est la conséquence indirecte d'un accident : Iommi a perdu les bouts de deux doigts de sa main droite, à l'époque où il travaillait dans une aciérie. Il se fabrique des prothèses à partir du plastique fondu d'une bouteille de détergent. Ses doigts blessés étant plus sensibles, Iommi réduit la tension des cordes de sa Gibson SG, passant d'un accord en mi standard à un do dièse (à partir de Master of Reality), ce qui permet d'atténuer la douleur à l'extrémité de ses doigts. Geezer Butler abaisse alors la tonalité de sa basse pour la faire correspondre à celle de Iommi. Ceci donne à la musique une sonorité plus lourde, collant ainsi mieux aux paroles du groupe.
En 1973, Black Sabbath est le groupe de heavy metal le plus connu au monde et ses concerts sont une attraction majeure. L'album suivant, Sabbath Bloody Sabbath, voit le groupe collaborer avec le claviériste de Yes, Rick Wakeman, durant les sessions d'enregistrement sur la pièce Sabra Cadabra. Hormis le morceau-titre, l'album comprend également Spiral Architect, à l'atmosphère space rock et A National Acrobat, d'inspiration plus rock progressif. Durant toute cette période, le groupe est fortement accro aux drogues, et on prétend qu'Osbourne et Ward auraient pris du LSD quotidiennement, pendant deux ans. Sur la fin de sa participation au groupe, en 1978, Ozzy Osbourne est tellement ravagé par les drogues qu'il se plaint d'être « très malheureux, et ivre et défoncé tous les jours ». Plusieurs chansons du groupe parlent de drogue, explicitement comme implicitement. Sweet Leaf de l'album Master of reality parle de cannabis alors que Snowblind traite ouvertement de cocaïne. Le groupe souffre aussi, alors, de sérieux problèmes de gestion (il était sous le contrôle du futur beau-père d'Osbourne, Don Arden). Ces problèmes de gestion et l'abandon de Vertigo Records pour WWA perturbent le calendrier prévu pour la sortie du nouvel album, alors que le groupe est toujours lié à Warner Bros. Records pour le Royaume-Uni et les États-Unis. Malgré ces problèmes, Sabotage sort en 1975, avec un succès qui ne se dément pas. Malgré les problèmes de drogues, leurs expérimentations musicales continuent (les chants grégoriens et la chorale de moines sur Supertzar comme point culminant). Le changement d'orientation de la scène rock de l'époque, ainsi que plusieurs problèmes internes au groupe, affectent sérieusement sa stabilité et sa production.
Technical Ecstasy (1976) s'avère un échec commercial. L'album est caractérisé par des orchestres symphoniques, des synthétiseurs, et une partie des paroles est signée par le batteur Bill Ward, à la suite d'une brève absence d'Ozzy Osbourne des sessions d'enregistrement. Ozzy quitte Black Sabbath en 1978, juste avant l'enregistrement de Never Say Die! et est brièvement remplacé par Dave Walker, qui était le chanteur de Savoy Brown[source insuffisante]. Néanmoins, il revient pour terminer l'album et prend part à une tournée au Royaume-Uni qui est catastrophique et qui confirme son départ définitif[source insuffisante].

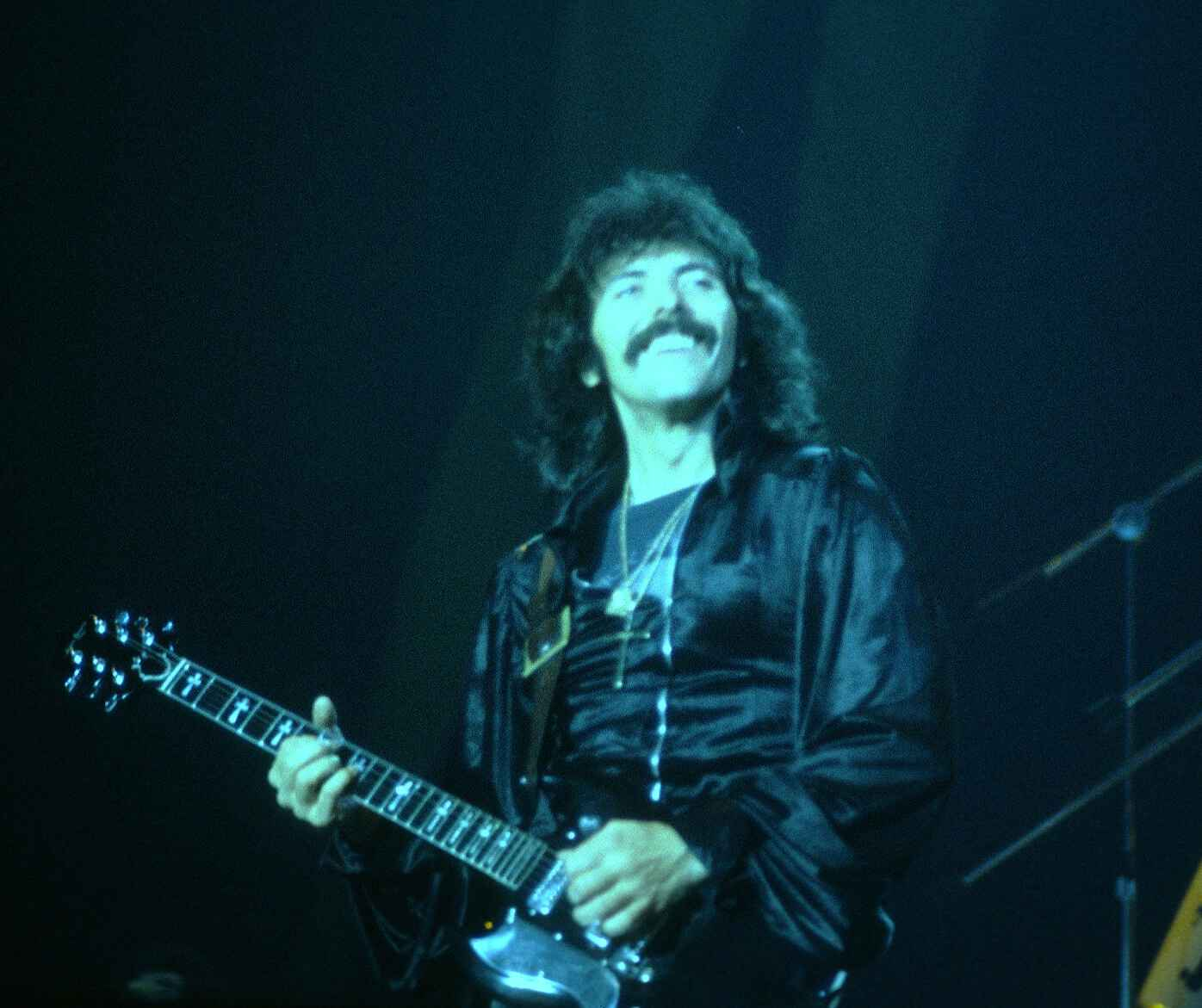
Tony Iommi sur scène en 1978.

Walker participe aux sessions d'enregistrement du nouvel album et contribue à l'écriture des paroles de plusieurs chansons. Le nouveau groupe joue même une version alternative du morceau Junior Eyes, dans l'émission Look Here !, de la BBC, en janvier 1978. Cependant, ceci s'avère être une incarnation de courte durée du groupe car Ozzy fait son retour, avec des paroles bien meilleures que celles écrites par Walker. Le nouvel album, intitulé Never Say Die!, sort finalement fin septembre 1978, après que les parties vocales aient été remaniées en studio. De loin la sortie la plus expérimentale du groupe, jusqu'ici, l'album explore de multiples genres musicaux, comme le jazz, la synthpop et le blues mais, comme pour l'album précédent, les ventes ne décollent pas, peut-être, justement, du fait de ces nouvelles orientations musicales.
En raison des conflits internes et d'un manque évident d'engagement dû aux drogues, Ozzy Osbourne doit quitter le groupe en 1979. Ozzy déclare, plus tard, dans une interview (sur un morceau bonus de l'album The Ozzman Cometh), qu'il était vraiment heureux de quitter le groupe, étant donné ses problèmes récurrents avec les drogues et l'alcool. Le « Madman » épousera par la suite Sharon Arden, la fille du gérant du groupe.

### Années Dio (1979–1982)
Osbourne est remplacé par l'ancien chanteur de Elf et Rainbow, Ronnie James Dio. L'album suivant de Black Sabbath (le premier avec Dio), Heaven and Hell, permet au groupe de renouer avec le succès, en 1980, atteignant leur plus haut classement depuis Sabotage (1975). C'est au cours de la tournée qui s'ensuit que Dio popularise la « Mano cornuta » (geste de la main consistant à replier le majeur, l'annulaire et le pouce, ne laissant que l'index et l'auriculaire dressés, en forme d'une tête de diable, avec ses cornes dressées), qui par la suite devient un symbole du heavy metal en général.

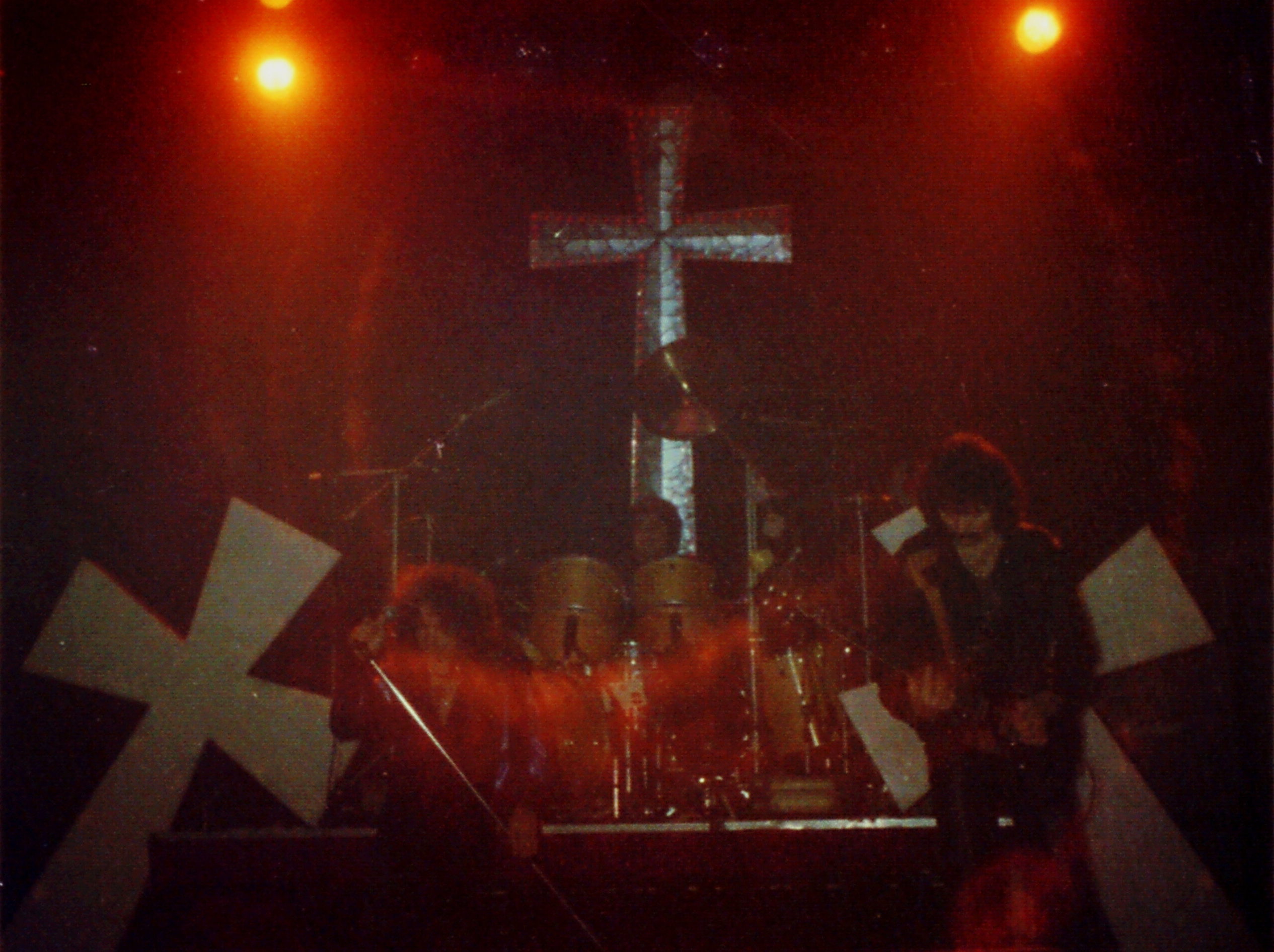
Black Sabbath sur scène en 1981.

L'album marque également l'arrivée de Geoff Nicholls, claviériste du groupe Quartz, en tant que musicien de session (Nicholls n'est jamais clairement crédité en tant que membre officiel, et la plupart du temps est forcé de jouer depuis les coulisses pour une probable raison esthétique ; cependant il coécrit beaucoup de chansons et reste avec Black Sabbath dans toutes les incarnations suivantes, jusqu'en 2001). Toujours au cours de cette tournée, Bill Ward, le batteur, quitte le groupe pour des raisons personnelles (ses deux parents étant morts dans un laps de temps plutôt court, Bill lutte contre l'alcoolisme et ses autres penchants). À noter, enfin, une brève éclipse de Butler, qui est remplacé à la basse par Nicholls.
Le batteur Vinny Appice rejoint le groupe à la fin de la tournée, puis reste pour enregistrer l'album Mob Rules, dont le morceau-titre est repris dans le film Métal hurlant. Cependant, l'enregistrement qu'on peut entendre dans le film (et dans l'album de la B.O.) est une version alternative. La sortie, en 1980, de la compilation Live at Last (enregistrée du temps d'Ozzy Osbourne, à l'occasion de la tournée Sabbath, Bloody Sabbath, en 1973) incite le groupe à enregistrer rapidement un album live, issu de la tournée promotionnelle de Mob Rules, intitulé Live Evil. Mais, pendant le mixage de Live Evil, les tensions entre Iommi et Butler, d'une part, et Dio et Appice, d'autre part, deviennent vite insurmontables et, après qu'un ingénieur du studio a accusé Dio et Appice de s'être introduits de nuit dans le studio pour augmenter le volume de la voix et de la batterie, ils sont tous deux renvoyés séance tenante, en 1982. Live Evil est commercialisé deux mois plus tard et, en 1983, Ronnie James Dio lance son groupe solo, Dio, avec Vinny Appice à la batterie.

### Instabilité (1983–1987)
Black Sabbath sort de sa seconde période en réintégrant Bill Ward, qui reprend sa place derrière les fûts. Et, à la surprise générale, c'est Ian Gillan, ex-chanteur de Deep Purple, qui prend le micro. Pour le citer : « Je n'ai rien planifié pour rejoindre Black Sabbath. Je suis allé boire un coup avec Geezer et Tony. Nous avons pris une cuite et j'ai découvert, le jour suivant, que j'avais accepté de rejoindre le groupe ! Ce sont des types sympas. Je me suis beaucoup amusé et ça payait les factures, j'ai vécu une super année avec eux. » Ces nouveaux membres enregistrent l'album Born Again, mais Bill Ward lâche une nouvelle fois le groupe, juste avant la tournée, et est remplacé par Bev Bevan d'Electric Light Orchestra. Durant la tournée, Black Sabbath joue Smoke on the Water, de Deep Purple, comme premier rappel. Bien que le disque soit l'un des plus gros succès historiques du groupe, atteignant même la place de quatrième meilleure vente au Royaume-Uni, la formation ne perdure pas : Ian Gillan participe à la reformation du line-up historique de Deep Purple, en avril 1984. Bill Ward revient une nouvelle fois, et l'arrivée d'un nouveau chanteur, David Donato, est officiellement annoncée en 1984. Cependant, après six mois de répétitions, Donato est mis à la porte par la production alors qu'Iommi et Butler se disputent pour des problèmes d'argent.
Les changements de membres, à répétition, nuisant à la crédibilité du groupe, le succès croissant de la carrière solo d'Ozzy Osbourne, accompagné de l'estime des critiques musicaux, se combinent pour faire planer sur le groupe l'ombre d'Ozzy. Geezer, un des membres fondateurs, les quitte pour former le Geezer Butler Band (qui n'enregistre pas le moindre album). Les membres originaux de Black Sabbath se réunissent temporairement pour jouer trois morceaux (Children Of The Grave, Iron Man et Paranoid), à l'occasion du Live Aid, en 1985. Après ça, Iommi décide d'enregistrer un album solo, avec l'aide d'un ancien du Sabbath, Geoff Nicholls (qui deviendra finalement un membre officiel) et du chanteur Glenn Hughes, passé par Deep Purple et Trapeze. Iommi engage également la célèbre chanteuse de heavy metal Lita Ford, ainsi que son bassiste (Dave « The Beast » Spitz) et son batteur Eric Singer (qui jouera plus tard avec Kiss et Alice Cooper), pour compléter la formation. Cependant, à la suite des pressions de la production et de la maison de disques, cet album, Seventh Star, deviendra un album officiel du groupe sous le nom de Black Sabbath featuring Tony Iommi. Un certain nombre de polémiques tournent autour de cet album, impliquant Jeff Fenholt, qui prétend avoir été le chanteur principal de Black Sabbath pendant environ sept mois. Il affirme avoir quitté le groupe à cause d'une incompatibilité avec sa foi. Les membres du Sabbath maintiennent qu'il n'a jamais réellement fait partie du groupe, enregistrant seulement quelques démos pour l'album solo d'Iommi. Une partie du matériel sur Seventh Star est censée avoir été écrite par Fenholt, pourtant jamais crédité.
Avant la tournée de Seventh Star, en 1986, Glenn Hughes est impliqué dans une bagarre, et du sang coagulé dans sa gorge le prive de sa voix le temps de plusieurs concerts. Un jeune chanteur américain inconnu, nommé Ray Gillen, est appelé pour terminer la tournée. Le moral du groupe est au plus haut lorsqu'il commence l'enregistrement de The Eternal Idol (l'ancien batteur Bev Bevan est de retour aux percussions, et un deuxième bassiste, Bob Daisley, est impliqué dans le projet), mais Black Sabbath connaît une nouvelle série de mésaventures, conséquence d'une mauvaise gestion financière, principalement une planification désastreuse des enregistrements dans des studios aux coûts prohibitifs. Cela entraîne le départ de Gillen, en plein milieu des sessions d'enregistrement. Il se joint, plus tard, à l'ex-guitariste d'Ozzy, Jake E. Lee, pour former le groupe Badlands (incluant également Eric Singer).

### Années Martin et bref retour de Dio (1987–1997)
Natif de Birmingham, le chanteur Tony Martin est appelé pour réenregistrer toutes les parties vocales de Gillen, à partir des bandes de The Eternal Idol, et l'album peut enfin voir le jour. Tony « The Cat » Martin s'avère être un chanteur parfait pour Black Sabbath. En dépit d'une légère ressemblance avec Dio, Martin a clairement son propre style. À la fin de l'enregistrement de The Eternal Idol, la majeure partie du groupe se sépare, laissant Iommi, Martin et Nicholls recruter le bassiste Jo Burt, ainsi que l'ex-batteur des Clash, Terry Chimes, pour la brève tournée de promotion de l'album, en 1987. En 1988, le magazine métal Kerrang! fait courir le bruit que le chanteur Tom Jones a rejoint Tony Iommi et Bill Ward au sein de Black Sabbath. Ceci s'avère, par la suite, être un canular, probablement lié au fait que c'est le numéro d'avril de Kerrang! (voir poisson d'avril). L'équipe du magazine s'est ainsi beaucoup amusée des changements de membres à répétition du Sab, durant les années 1980, les taquinant à plusieurs reprises, en annonçant comme vraies des rumeurs d'arrivée de membres fictifs. Un certain degré de stabilité est revenu chez Black Sabbath au cours de l'année 1988, avec le maintien de Tony Martin et de Geoff Nicholls, ainsi que le renfort du batteur Cozy Powell, remplaçant Terry Chimes. Powell, batteur légendaire, a connu le succès, avec son propre groupe, ainsi qu'avec Rainbow, Whitesnake, Emerson, Lake & Powell et beaucoup d'autres. Avec le bassiste Laurence Cottle, en remplacement de Jo Burt, Black Sabbath sort l'album Headless Cross, en 1989, à ce jour[Quand ?] celui qui explore le plus ouvertement la mythologie « sataniste » et les thèmes occultes, et qui est encensé par la critique. Une vidéo est réalisée pour le morceau-titre de l'album et a droit à une exposition non des moindres sur MTV.
Après Headless Cross, Laurence Cottle est remplacé par le bassiste expérimenté Neil Murray (ancien compagnon de route de Cozy Powell au sein de Whitesnake). Le groupe sort le troisième album de la période Martin, Tyr, en 1990. Le groupe enchaîne les tournées, tout au long des années 1990-1991, pour en faire la promotion. Le 28 août 1990, Ronnie James Dio convie Geezer Butler à un de ses concerts, à Minneapolis, en tant qu'invité surprise, pour jouer Neon Knights, en rappel. Après le concert, le duo se remémore les bons moments passés ensemble, avec Black Sabbath et, de cette entrevue, naissent les prémices d'une future reformation. Le line-up composé de Dio, Butler, Iommi, Powell et Nicholls arrive à son terme, Cozy Powell quitte le groupe, peu après, pour être remplacé par Vinny Appice (il y a des rumeurs sur le départ de Powell, prétendant que Dio et Powell ne se supportent plus, ou que Powell souffre des suites d'un accident d'équitation). Cela marque la réunion du line-up de 1981-1982, à l'origine des albums Mob Rules et Live Evil. Ensemble ils enregistrent Dehumanizer (1992). Le morceau Time Machine, issu de cet album, fait partie de la bande originale du film Wayne's World. Jouant devant un public plus nombreux que tous ceux qu'il a connu en presque une décennie, le Sab, rajeuni, prend plaisir à renouer avec le succès, avec l'album Dehumanizer, et la tournée qui suit. C'est à cette période qu'Ozzy Osbourne annonce sa retraite de la scène et propose à Black Sabbath d'assurer sa première partie lors de ses deux derniers concerts, à Costa Mesa. Dio refuse d'y participer, convaincu que Black Sabbath ne peut se réduire à une première partie, sans compter qu'Ozzy l'a insulté publiquement, à l'occasion de plusieurs interview récentes. Dio n'apprécie pas non plus que les places des concerts aient été vendues en son nom, sans son accord. Pourtant, Iommi, Butler et Appice acceptent d'y participer. Dio les quitte pour retrouver son groupe et Rob Halford, chanteur de Judas Priest, est appelé pour un remplacement de dernière minute (explicitement pour cet événement unique). Le line-up original de Black Sabbath, y compris Bill Ward, se réunit pour clore la seconde soirée de l’événement, le 15 novembre 1992, jouant quatre morceaux. Des contrats sont préparés pour un nouvel album et une tournée du line-up original de Black Sabbath, mais Osbourne décline l'offre à la dernière minute. Finalement, Ozzy décide de ne pas se retirer, enchaînant son No More Tours (« plus de tournées ») par une tournée judicieusement nommée Retirement Sucks (« la retraite ça craint »)).
Après la déroute de Dio, Vinny Appice est remplacé par l'ancien batteur de Rainbow, Bobby Rondinelli. Tony Martin et Geoff Nicholls font leur retour et Black Sabbath enregistre Cross Purposes, et Cross Purposes Live, un mélange de musique et de vidéos, qui sortent fin 1994, après quoi Bobby Rondinelli quitte le groupe à mi-tournée. Son remplaçant, pour le reste de la tournée, est, à la grande surprise de tous, le batteur originel de Black Sabbath, Bill Ward. À la fin de la tournée, les routes de Ward et Butler se séparent à nouveau de celles de Iommi, Martin et Nicholls. Une autre réunion est sur le feu en, 1995. Cette fois c'est le line-up de l'époque de Tyr qui se reforme : le batteur Cozy Powell et le bassiste Neil Murray rejoignent Iommi, Martin, et Nicholls pour enregistrer Forbidden. L'album est produit par Ernie-C, du groupe précurseur de nu metal, Body Count. Après l'enregistrement de l'album, Cozy Powell part à nouveau et est remplacé, pour la tournée, par un revenant, Bobby Rondinelli.
En 1996, Castle Records (hors États-Unis et Canada) remasterise et réédite l'intégralité du catalogue de Black Sabbath, en CD, jusqu'à The Eternal Idol (1987), ainsi qu'une compilation des années 1988-1995 intitulée The Sabbath Stones, pour terminer le contrat de Tony Iommi avec IRS Records.

### Retour de la première formation (1997–2005)

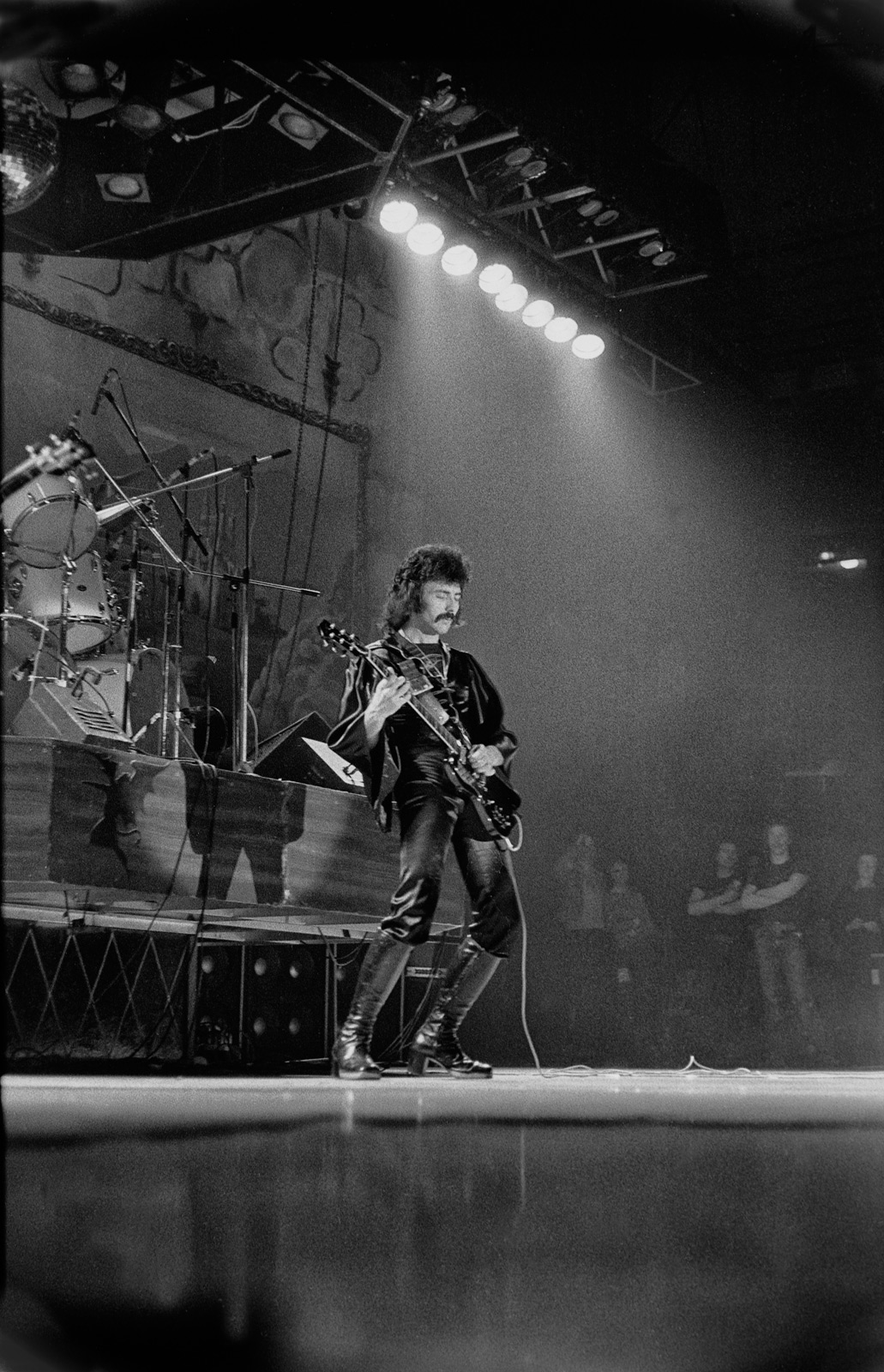
Tony Iommi sur scène avec Black Sabbath.

En 1996, Ozzy Osbourne lance la tournée de son festival metal à succès Ozzfest, qui est conçu, au départ, comme une soirée unique. Durant la tournée de 1997, pour la dernière partie de chacune de ses performances sur scène, il est rejoint par Geezer Butler et Tony Iommi, pour une compilation de quelques classiques du groupe, avec le batteur de Faith No More, Mike Bordin, assurant les percussions. Cependant, en décembre 1997, le batteur originel Bill Ward rejoint Osbourne, Iommi, et Butler pour reformer officiellement le Black Sabbath des débuts, de manière permanente, pour la première fois depuis 1979.
La reformation du groupe débouche sur la sortie de l'album Reunion, un double album live de leurs concerts de fin 1997. L'album inclut également les nouveaux morceaux Selling My Soul et Psycho Man. Il s'agit des premiers morceaux originaux enregistrés en studio par Black Sabbath depuis 1995, et de leurs premiers, avec cette formation, depuis le départ d'Ozzy, en 1979. Depuis lors, le groupe sort diverses compilations, dont un coffret de huit CD, appelé Black Box : The Complete Original Black Sabbath (1970-1978). En 1998, Vinny Appice fait son retour, après que Bill Ward ait été victime d'une crise cardiaque, peu de temps avant une tournée européenne du groupe. Ward revient pour la tournée américaine qui commence en janvier 1999 et continue pendant l'été, assurant la tête d'affiche du Ozzfest. À la suite du Ozzfest, le groupe se met en pause, alors que les membres s'occupent d'activités en solo. Iommi sort son premier album solo en 2000, intitulé Iommi, alors qu'Ozzy Osbourne travaille sur son album solo Down to Earth.

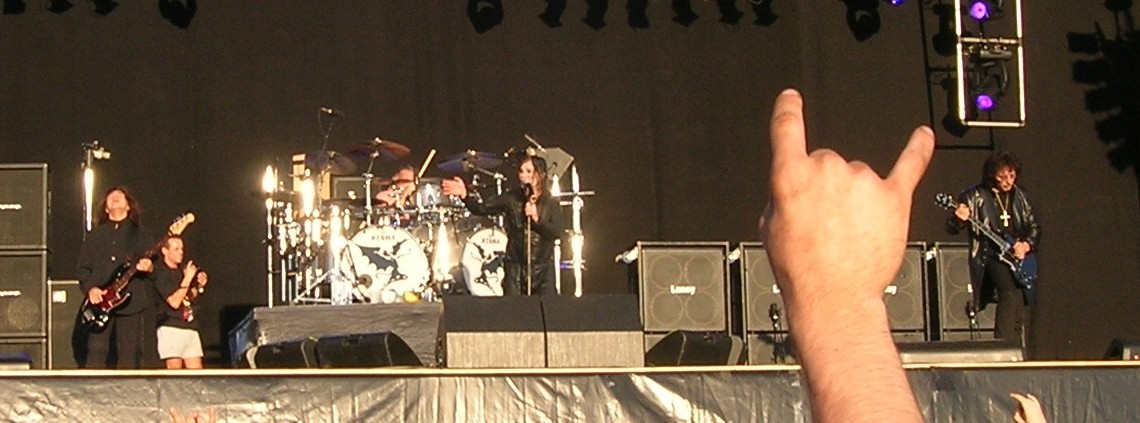
Black Sabbath sur scène en 2005.

Le groupe s'attaque à des sessions d'écriture en 2001, avec, comme producteur, le légendaire Rick Rubin. Ils décident finalement que tout le travail accompli durant cette période n'a pas la qualité requise, par rapport à l'« héritage » de Black Sabbath - une décision qu'Ozzy défend plus fermement que n'importe quel autre membre du groupe. Ils en jouent tout de même un morceau (Scary Dreams, à l'occasion du Ozzfest 2001. Le contrat personnel d'Ozzy freine la progression de l'album (Sabbath avait prévu une sortie fin 2001, mais Ozzy travaille sur son disque, à cette période, puis part en tournée, début 2002). Sabbath reste inoccupé en 2002, car Ozzy doit travailler pour son émission de télévision, The Osbournes, et mettre au point la programmation du Ozzfest 2002. Sa carrière, comme cela avait été le cas avant la reformation du groupe, se déroule parallèlement à celle de Black Sabbath. Sans aucune actualité, aussi bien pendant la majeure partie de l'année 2002, que durant toute l'année 2003, le groupe fait son retour en 2004. Le claviériste des sessions est Adam Wakeman, le fils de Rick Wakeman. Il a déjà travaillé avec Ozzy et, au grand désappointement de ses fans de la première heure, remplace Geoff Nicholls. Nicholls travaille avec le groupe depuis l'album de 1980, Heaven and Hell. Black Sabbath est programmé au Ozzfest 2004, puis au Ozzfest 2005. En novembre 2005, Black Sabbath est intégré au Hall of Fame de la musique britannique, et le groupe joue lors de la cérémonie de remise des prix. Le même mois, on annonce également leur entrée dans le Rock and Roll Hall of Fame américain, pour le 13 mars 2006. Cette fois-ci Sabbath ne joue rien, c'est Metallica qui interprète, en leur hommage, deux de leurs morceaux : Hole in the Sky et Iron Man.

### Heaven and Hell (2006–2010)
En septembre 2006, le webzine espagnol Rafabasa annonce que Tony Iommi, Geezer Butler et Bill Ward rejoindraient Ronnie James Dio pour une tournée des festivals d'été 2007, pendant le stand-by de Black Sabbath. Pour marquer l’événement, le groupe approuve l'édition d'une nouvelle compilation, intitulée The Dio Years, qui comprend une sélection de titres issus des quatre albums (y compris le Live Evil) enregistrés avec Dio, ainsi que trois nouveaux titres originaux, coécrits par Dio et Iommi. La participation de Ward au projet est, par la suite, annulée pour cause de divergences artistiques. Il est remplacé par Vinny Appice, présent la majeure partie du temps au sein du line-up durant les différents épisodes de la période Dio. Pour éviter les conflits juridiques avec Ozzy Osbourne et se concentrer sur le seul répertoire des titres enregistrés avec Ronnie James Dio, le groupe décide de se rebaptiser Heaven and Hell, du nom du premier album paru après le départ d'Osbourne.
Les quatre interprètes s'entendent bien, et les projets de la nouvelle formation se multiplient rapidement. Live at Hammersmith Odeon, un enregistrement public datant de 1981, paraît en édition limitée de 5 000 exemplaires, qui se vendent immédiatement. En 2007, un double album live et un DVD, contenant cette fois-ci des enregistrements issus de la dernière tournée, est publié sous le nom de Live From Radio City Music Hall. Heaven and Hell finit par entrer en studios et enregistre, en 2009, l'album The Devil You Know. D'après Geezer Butler, ce titre fait référence à Black Sabbath. Après une nouvelle série de tournées, dont le Hellfest 2009, le groupe fait une pause, mais prévoit déjà son retour sur les scènes des festivals européens de l'été 2010. Diagnostiqué en novembre 2009 pour un cancer de l'estomac, Dio est hospitalisé et le groupe annule sa tournée à venir. Le chanteur décède six mois plus tard, le 16 mai 2010. Sa mort signe la fin du groupe, qui se dissout après un ultime concert/hommage, le 24 juillet, au High Voltage Festival, à Londres.

### Nouveau retour et séparation (2011–2017)

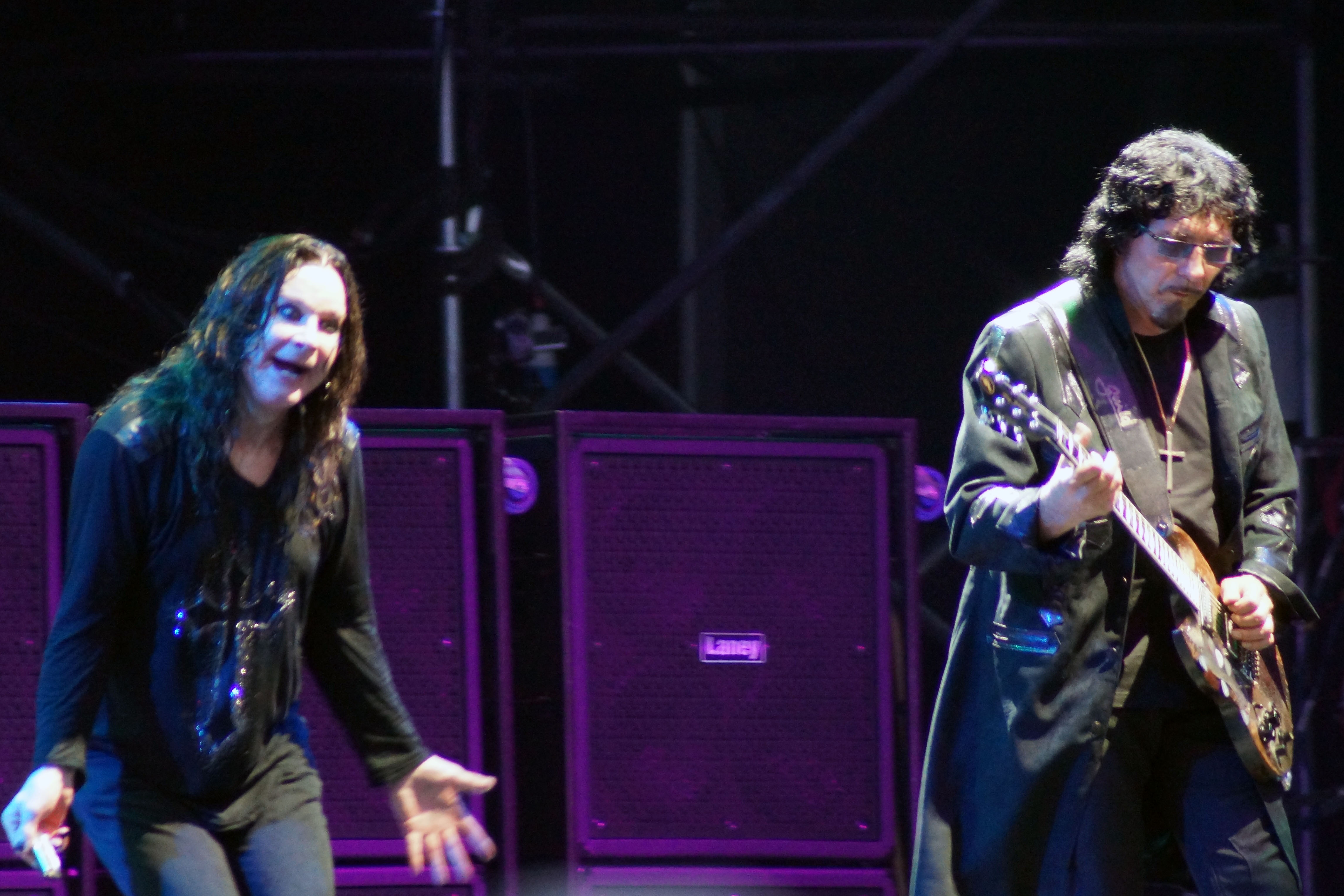
Ozzy Osbourne et Tony Iommi sur scène en 2012.

Bien que le groupe, dans sa formation d'origine avec Osbourne et Ward, n'ait pas été officiellement dissout, l’enchaînement de tournées internationales et l'enregistrement d'un nouvel album avec Heaven and Hell ont rapidement imposé ce groupe comme l'incarnation réelle de Black Sabbath. Le décès de Ronnie James Dio, en mai 2010, signe la fin du groupe sous la dénomination de Heaven And Hell. Pendant plus d'un an, Black Sabbath n'a, de fait, plus eu aucune existence réelle. En octobre 2010, Tony Iommi affirme, dans une interview accordée au magazine Metal Hammer, être en train de composer de nouveaux titres, en collaboration avec Geezer Butler, sans toutefois préciser si cela devrait prendre la forme d'une réactivation de Black Sabbath ou non.
Le 11 novembre 2011, Ozzy Osbourne, Tony Iommi, Geezer Butler et Bill Ward annoncent finalement leur réunion lors d'une conférence de presse au Whisky A Go Go, à Los Angeles. Black Sabbath annonce, à cette occasion, l'enregistrement d'un nouvel album, sous la direction du producteur Rick Rubin, et une grande tournée mondiale en 2012, dont la première date confirmée est un concert comme tête d'affiche du Download Festival, à Donnington. Plusieurs autres dates européennes sont annoncées quelques jours plus tard, incluant un passage par le festival français Hellfest.
Mais, le 9 janvier 2012, Tony Iommi est diagnostiqué d'un début de lymphome. Le 2 février 2012, Bill Ward annonce, sur Facebook, qu'il ne participera à la réunion de Black Sabbath, sauf si on lui propose un « contrat qu'on peut signer ». Le jour suivant, les autres membres du groupe annoncent qu'« il n'y a pas d'autre choix que de continuer à enregistrer sans lui », mais ils ajoutent que « notre porte est toujours ouverte », s'il veut revenir. En février 2012, le groupe annonce qu'il ne fera finalement pas la tournée, à part le Download festival, en juin 2012. À la place, Osbourne reprend une partie de la date avec un line-up renouvelable de musiciens invités, dont Geezer Butler, Slash et Zakk Wylde, sous le nom Ozzy and Friends. En guise d'échauffement pour les festivals Download et Lollapalooza, Black Sabbath fait son premier concert depuis la reformation devant 3 800 personnes, à la O2 Academy de Birmingham le 19 mai 2012.

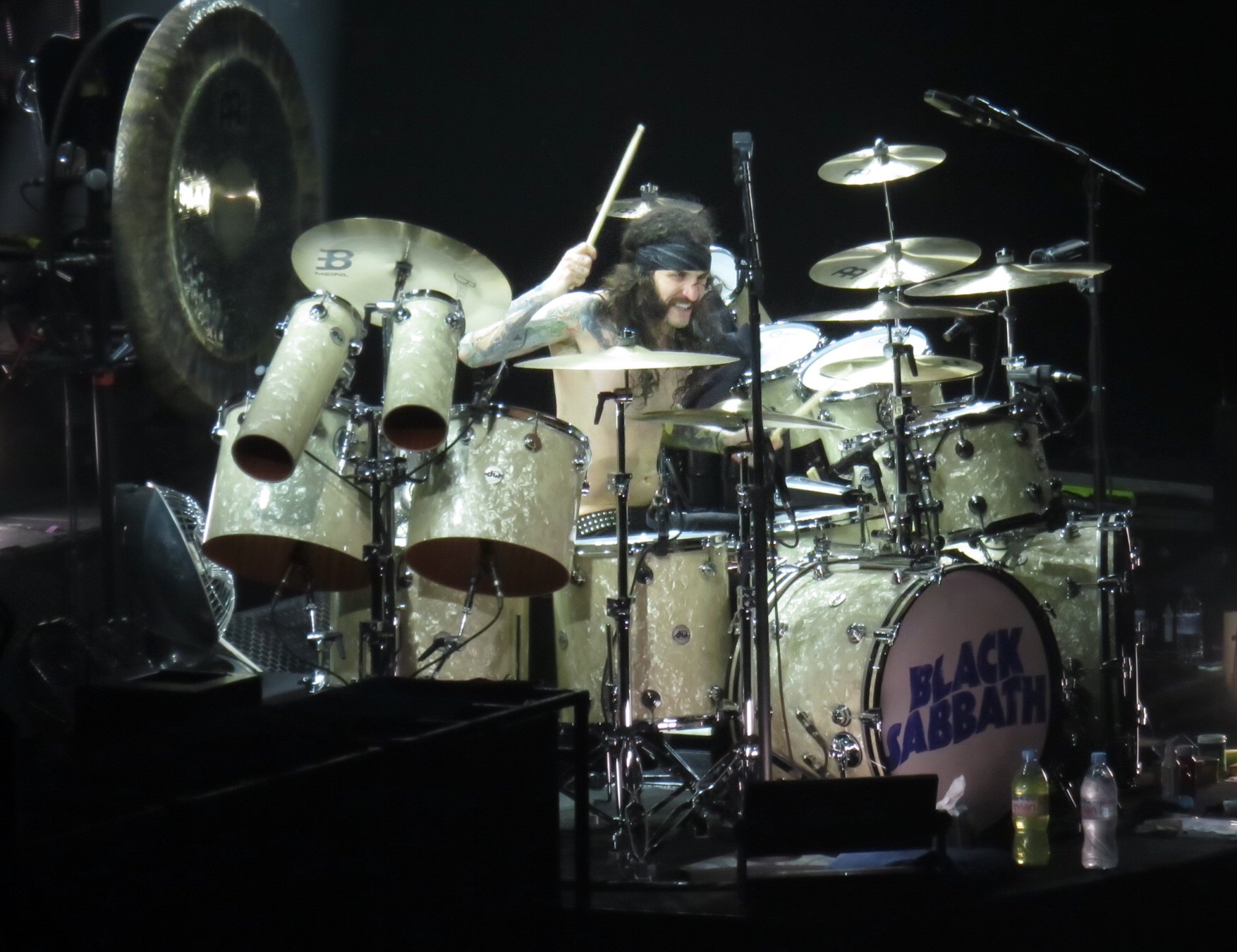
Tommy Clufetos sur scène en février 2017.

Le 13 janvier 2013, le groupe annonce, sur son site web, le titre de leur prochain album, 13, prévu pour le mois de juin de la même année. Brad Wilk, batteur de Rage Against the Machine remplace Bill Ward à la batterie. Le 29 septembre 2014, Ozzy Osbourne annonce que le groupe est sur le point de rentrer en studio pour son vingtième album, toujours avec le producteur Rick Rubin, et la préparation de leur prochaine tournée.
Entre janvier 2016 et février 2017, le groupe entame son ultime tournée, intitulée The End ; plus de 80 concerts sont agendés en Amérique du Nord, Amérique du Sud et Europe. L'ultime concert se déroule le 4 février 2017, à la Genting Arena de Birmingham, ville où le groupe s'était constitué, devant 16 000 spectateurs. Le dernier morceau interprété lors de ce concert fut Paranoid. Étaient présents sur scène Tony Iommi, Ozzy Osbourne et Geezer Butler, rejoints par le batteur Tommy Clufetos et le claviériste Adam Wakeman. Le concert est organisé une semaine après la mort de Geoff Nicholls, le claviériste du groupe, emporté par un cancer du poumon à l'âge de 72 ans.

### Retours sporadiques
Le 8 août 2022, Tony Iommi  et Ozzy Osbourne, accompagnés par Adam Wakeman aux claviers et à la basse et Tommy Clufetos à la batterie, se retrouvent lors de la clôture des Jeux du Commonwealth de Birmingham : après l'introduction de Iron Man, le groupe interprète son grand classique Paranoïd.
Le 5 février 2025, quelques mois après l'annonce des concerts d'adieux d'Ozzy Osbourne, Black Sabbath annonce une reformation éphémère avec ses membres d'origine (Osbourne, Iommi, Buttler et Ward) pour un dernier concert à Birmingham prévu le 5 juillet de la même année, suivi d'une performance solo d'Ozzy Osbourne et d'invités spéciaux tel que Metallica, Guns N' Roses, Slayer, Pantera, Gojira, Alice in Chains, Anthrax et de nombreux autres musiciens. Ce concert est intitulé Back to the Beginning et sous-titré The Final Show.  Il dure une dizaine d'heures, mais  Black Sabbath se produit moins d'une demi-heure sur scène, interprétant uniquement quatre de ses grands classiques : War Pigs, N.I.B., Iron Man et Paranoid.  Ozzy Osbourne chante tout le concert assis dans un trône satanique.
Le 22 juillet suivant, deux semaines et demi après son dernier concert avec le groupe, Ozzy Osbourne meurt à l'âge de 76 ans, atteint de la maladie de Parkinson depuis 2020.

## Style musical
Le style musical se caractérise par quatre instruments; guitare, basse, batterie, chant, des riffs lourds, une seule guitare, comme Deep Purple et Led Zeppelin, un chant simple sans chœurs, des solos de guitare, basse et batterie, qui donnera naissance aux bases du heavy metal avant que le nom n'existe, au même titre que l'album Deep Purple In Rock de Deep Purple, ou certaines chansons de Led Zeppelin comme Immigrant Song et Whole Lotta Love.
Les textes parlent du diable, de la mort, de la religion, de l'amour, de la guerre, de la drogue, de la rébellion, et de la vie. Tony Iommi accorde sa guitare un ton et demi en dessous, soit en Db, pour diminuer la pression sur ses doigts estropiés, joue avec deux prothèses en plastique sur le majeur et l'annulaire et met beaucoup de distorsion et overdrive en effet de base pour cacher le tout. La basse et la batterie sont très présentes. Le mélange des trois instruments et du chant et  l'accordage en Db, donne une atmosphère sombre aux chansons, atmosphère accentuée par le fait que Iommi utilise beaucoup l'intervalle du triton, bien connu des musiciens de metal. En vérité, cet intervalle provoque des sensations au niveau psycho-acoustique atypiques pour des accords de la gamme majeure, mineure ou blues. Un exemple de l'utilisation de cet accord est la chanson Black Sabbath, issu de l'album éponyme.

## Postérité

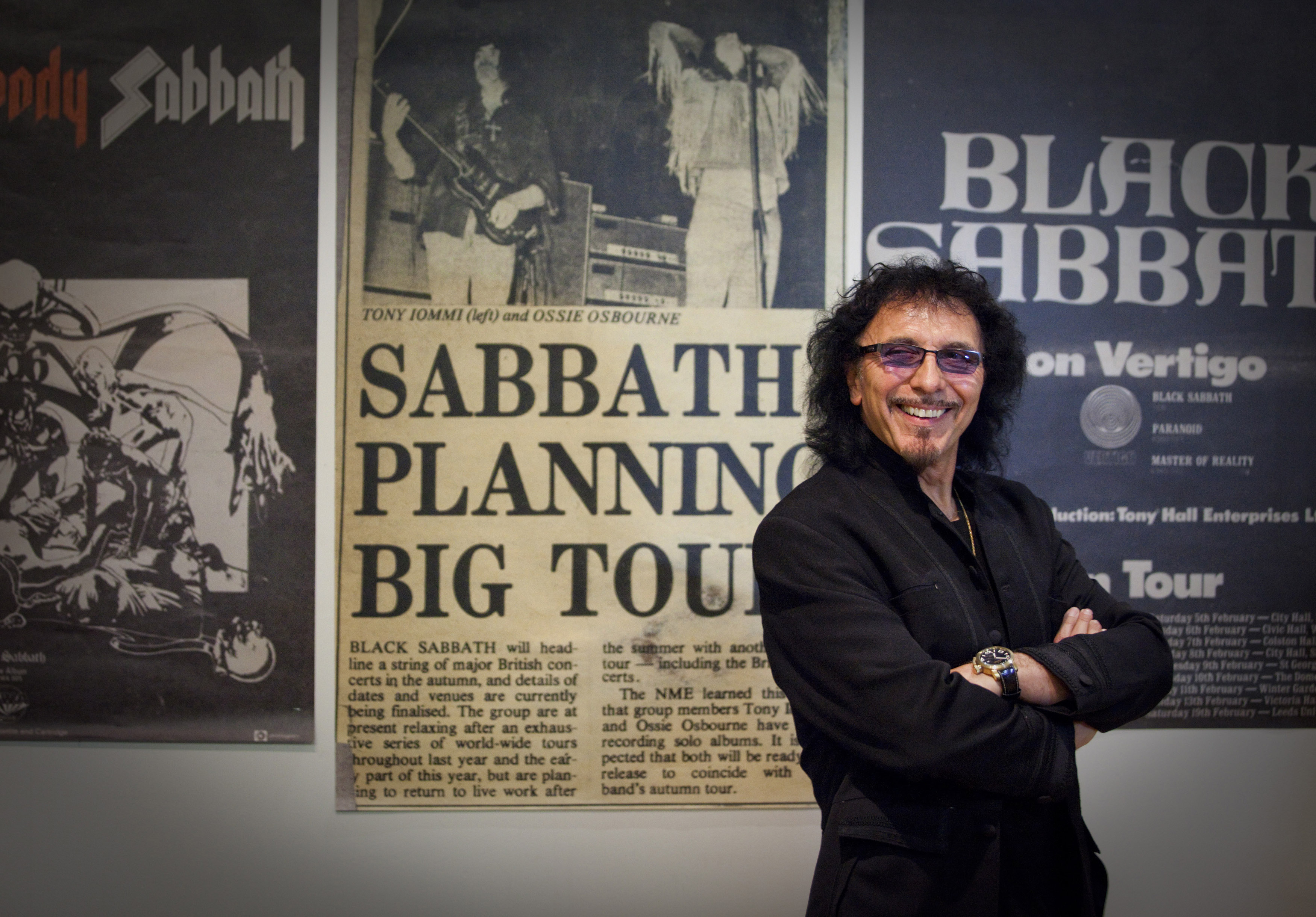
Tony Iommi en 2011, à l'occasion de l'ouverture de l'exposition Home of Metal, au Birmingham Museum and Art Gallery.

Black Sabbath est l'un des groupes de heavy metal les plus influents. Il est à l'origine d'albums devenus références en la matière, tel que Paranoid, dont le magazine Rolling Stone dit qu'il « changea la musique pour toujours ». Ce mensuel américain d'importance va même jusqu'à surnommer Black Sabbath « les Beatles du heavy metal ».
Time Magazine définit l'album Paranoid en tant que « lieu de naissance du heavy metal », le plaçant dans leur classement des cent plus grands albums de tous les temps. MTV place Black Sabbath au premier rang de leur top 10 des groupes de heavy metal. VH1 les place comme numéro 2 dans leur liste des 100 plus grand groupes de hard rock. VH1 classe le titre Iron Man à la première place de leur top 40 des titres de heavy metal.
William Ruhlmann, célèbre critique musical, déclare : « Black Sabbath eut tellement d'influence dans le développement du heavy metal que l'on peut même dire d'eux qu'ils aidèrent à en définir le genre. Le groupe emmena le son blues-rock de la fin des années 1960 de Cream, Blue Cheer et Vanilla Fudge à sa conclusion logique, ralentissant le tempo, accentuant la basse, soulignant les solos de guitares et incluant des performances vocales composées de paroles empreintes d'angoisse mentale et de fantasmes macabres. Si leurs prédécesseurs s'étaient clairement extraits d'une électrifiante tradition venant du blues, Black Sabbath amena cette tradition dans une nouvelle direction, aidant par ce fait à donner naissance à un style musical qui continue à attirer des millions de fans des dizaines d'années plus tard ».

### Influence et innovation
Black Sabbath a influencé des groupes comme Iron Maiden, Slayer, Death, Korn, Mayhem, Venom, Judas Priest, Guns N' Roses, Body Count, Metallica, Alice in Chains, Anthrax, Disturbed, Opeth, Pantera, Megadeth, The Smashing Pumpkins, Foo Fighters, Fear Factory, Candlemass, et Godsmack. Deux albums hommages certifiés disques d'or ont été réalisés, Nativity in Black, volume 1 et 2, incluant des reprises par Sepultura, White Zombie, Type O Negative, Faith No More, Machine Head, Primus, System of a Down et Monster Magnet,.
Lars Ulrich, de Metallica, qui, avec James Hetfield, intronise Black Sabbath au Rock and Roll Hall of Fame, en 2006, dit « Black Sabbath est et sera toujours synonyme de heavy metal », et Hetfield dit « Tony Iommi est le roi du riff lourd ».
L'ancien guitariste de Guns N' Roses, Slash, dit de l'album Paranoid qu'il est « comme un monde complètement différent, qui ouvre l'esprit à une autre dimension ». Le guitariste de Anthrax, Scott Ian, dit « dans chaque interview que je fais on me pose toujours la question « Quel est votre top cinq d'albums de metal? » Je me casse pas la tête en répondant les cinq premiers albums de Sabbath. ».
Chris Adler de Lamb of God dit « Si quelqu'un qui joue du heavy metal dit qu'il n'est pas influencé par la musique de Black Sabbath, alors je pense qu'il te ment. Je pense que toute la musique heavy metal est d'une manière ou d'une autre influencée par ce que Black Sabbath a fait ».
Le chanteur de Judas Priest, Rob Halford, commente : « Ils étaient et sont toujours un groupe révolutionnaire... tu peux prendre le premier album de Black Sabbath et il sonne aussi frais aujourd'hui qu'il y a 30 ans. Et c'est parce que la grande musique a une capacité intemporelle : Pour moi, Sabbath est dans la même ligue que les Beatles ou Mozart. Ils sont en tête de liste de quelque chose d'extraordinaire ». Sur l'importance de Black Sabbath, le guitariste de Rage Against the Machine, Tom Morello, constate : « L'association des riffs les plus lourds, effrayants et cools, et des gémissements apocalyptiques d'Ozzy est sans pareil. Tu peux entendre le désespoir et la menace des rues ouvrières de Birmingham dont ils sont originaires dans chacun de leurs grooves mortels. Leur arrivée a réduit en bouillie le mouvement psychédélique hippie flower-power, et a établi la norme pour tous les groupes de heavy à venir ».
En plus d'avoir été pionnier du heavy metal, on leur attribue également d'avoir posé les fondations des sous-genres du heavy metal suivants : thrash metal, stoner rock, sludge metal,, black metal, et doom metal.
Tony Iommi est aussi considéré comme le pionnier du réglage de cordes de plus faible tirant. Il trouvait que les cordes de guitare standards étaient trop raides pour faire des bends avec ses prothèses de doigts, mais n'avait pas le choix dans son magasin d'instruments local, où il n'y avait seulement qu'une taille de corde disponible. C'est après des années avec Sabbath qu'on lui fit faire des cordes sur mesure. À la suite de ceci, plusieurs autres guitaristes voulurent les leurs propres.
Culturellement, Black Sabbath a exercé une grande influence à la télévision et dans la littérature et est devenu, dans beaucoup de cas, synonyme de heavy metal. Dans le film Presque célèbre (Almost Famous), Lester Bangs donne au protagoniste le devoir de reprendre le groupe avec la phrase culte : « Donne moi 500 mots sur Black Sabbath ». Le magazine de musique et d'art contemporain, Trebuchet Magazine, a mis cela en pratique en demandant aux nouveaux rédacteurs d'écrire une pièce courte (500 mots) sur Black Sabbath, comme un moyen de prouver leur créativité et expression sur un sujet bien documenté.

## Membres

### Membres fondateurs
- Ozzy Osbourne – chant, harmonica (1968–1977, 1978–1979, 1985, 1997–2006, 2011–2017, 2022, 2025)
- Tony Iommi – guitare (1968–2006, 2011–2017, 2022, 2025)
- Geezer Butler – basse (1968–1980, 1983, 1984, 1994, 1997–2006, 2011–2012, 2025)
- Bill Ward – batterie (1968–1980, 1983, 1984, 1994, 1997–2006, 2011–2012, 2025)

### Autres membres
- Dave Walker – chant (1977-1978)
- Ronnie James Dio – chant (1979-1982, 1991-1992)
- Geoff Nicholls – claviers (1979-1997, invité de 1979 à 1986 et en 1991-1992)
- Vinny Appice – batterie (1980-1982, 1991-1992, invité en 1998)
- Ian Gillan – chant (1982-1984)
- Bev Bevan – batterie (1983-1984, 1987)
- David Donato – chant (1984-1985)
- Glenn Hughes – chant (1985-1986)
- Eric Singer – batterie (1985-1986)
- Dave Spitz – basse  (1985-1986, 1987)
- Bob Daisley – basse  (1986)
- Gordon Copley – basse (1986)
- Ray Gillen – chant (1986-1987)
- Tony Martin – chant (1987-1991, 1992-1997)
- Jo Burt – basse  (1987-1988)
- Terry Chimes – batterie (1987-1988)
- Cozy Powell – batterie (1988-1991, 1994-1995)
- Laurence Cottle – basse (1989)
- Neil Murray – basse  (1989-1991, 1994-1997)
- Rob Halford – chant, en concert (1992, 2004)
- Bobby Rondinelli – batterie (1992-1994, 1995-1997)
- Mike Bordin – batterie (1997)
- Adam Wakeman – claviers (2004-2005, 2012)
- Scott Warren – claviers (2005-2010)
- Brad Wilk – batterie (2012-2013)
- Tommy Clufetos – batterie (2013-2017, 2022)

## Discographie
Avec indication entre parenthèses du chanteur
- 1970 : Black Sabbath (Ozzy Osbourne)
- 1970 : Paranoid (Ozzy Osbourne)
- 1971 : Master of Reality (Ozzy Osbourne)
- 1972 : Vol. 4 (Ozzy Osbourne)
- 1973 : Sabbath Bloody Sabbath (Ozzy Osbourne)
- 1975 : Sabotage (Ozzy Osbourne)
- 1976 : Technical Ecstasy (Ozzy Osbourne)
- 1978 : Never Say Die! (Ozzy Osbourne)
- 1980 : Heaven and Hell (Ronnie James Dio)
- 1981 : Mob Rules (Ronnie James Dio)
- 1983 : Born Again (Ian Gillan)
- 1986 : Seventh Star (Glenn Hughes)
- 1987 : The Eternal Idol (Tony Martin)
- 1989 : Headless Cross (Tony Martin)
- 1990 : Tyr (Tony Martin)
- 1992 : Dehumanizer (Ronnie James Dio)
- 1994 : Cross Purposes (Tony Martin)
- 1995 : Forbidden (Tony Martin)
- 2013 : 13 (Ozzy Osbourne)